# Duitse militaire begraafplaats Hohes Kreuz
De Duitse militaire begraafplaats Hohes Kreuz is een militaire begraafplaats in Traunstein, Duitsland. Op de begraafplaats liggen omgekomen Duitse militairen en burgers uit de Eerste en Tweede Wereldoorlog.

## Begraafplaats
De begraafplaats werd na de oorlog opgericht en slachtoffers uit 73 gemeenten zijn overgebracht naar de begraafplaats bij Traunstein. In totaal liggen er 1033 slachtoffers begraven; 26 uit de Eerste Wereldoorlog en 1007, waaronder 57 burgerslachtoffers van het bombardement op Traunstein, uit de Tweede Wereldoorlog.